# (8956) 1998 FN119
A (8956) 1998 FN119 a Naprendszer kisbolygóövében található aszteroida. A LINEAR projekt keretében fedezték fel 1998. március 31-én.